# Jérôme Delbove
Pour les articles homonymes, voir Delbove.
Jérôme Delbove (né le 14 novembre 1974 à Troyes,) est un coureur cycliste français, actif dans les années 1990 et 2000. Durant sa carrière, il participe à des compétitions sur route mais aussi en cyclo-cross.

## Biographie
En 1990, Jérôme Delbove se classe deuxième du championnat de France sur route cadets (moins de 17 ans). Deux ans plus tard, il devient champion de France de cyclo-cross juniors (moins de 19 ans), alors qu'il évolue à l'EC Baralbine. Il poursuit ensuite sa carrière au Vendée U, à l'US Créteil et à l'AC Bourg-en-Bresse dans les années 1990. Durant cette période, il se distingue chez les amateurs en remportant plusieurs courses. Il termine par ailleurs deuxième d'une étape du Tour de l'Avenir en 1996.
Il passe finalement professionnel en 1998 au sein de la formation Cofidis, alors qu'il est âgé de vingt-quatre ans. Lors du Tour d'Aragon 1999, il se classe deuxième d'une étape à Teruel. L'année suivante, il intègre la nouvelle formation Phonak, qui évolue sous licence suisse. Il redescend toutefois dès 2001 chez les amateurs, où il termine sa carrière en 2003. 
Son frère aîné, Jimmy, a également été cycliste professionnel. Son neveu Joris évolue dans la structure Saint Michel-Auber 93 depuis 2021.

## Palmarès

### Palmarès sur route
- 1990
  - 2e du championnat de France sur route cadets
- 1993
  - 3e de Dijon-Auxonne-Dijon
- 1994
  - Tour de la Somme
  - 2e du Circuit de la vallée de la Loire
- 1996
  - Paris-Épernay
- 1997
  - Annemasse-Bellegarde et retour
  - Nocturne de Bar-sur-Aube
  - Grand Prix de Cours-la-Ville
  - 3e de Paris-Auxerre

### Palmarès en cyclo-cross
- 1991
  - Champion de Champagne-Ardenne de cyclo-cross juniors
- 1992
  -  Champion de France de cyclo-cross juniors
  - 9e du championnat du monde de cyclo-cross juniors
- 1993
  - Champion d'Île-de-France de cyclo-cross espoirs